# 非法999
是一部2016年美國犯罪劇情搶劫片，由約翰·希爾寇特執導和監製，麥特·庫克編劇，凱西·艾佛列克、奇維托·艾吉佛、安東尼·麥基、凱特·溫斯蕾、亞倫·保羅、諾曼·李杜斯、伍迪·哈里遜、小克李夫頓·柯林斯、邁克·肯尼斯·威廉姆斯、泰瑞莎·帕瑪與蓋兒·加朵主演。電影為開路影業負責發行，2016年2月26日在美國上映。

## 劇情
「999」為警界代號，代表有警員受傷而需要總部的緊急支援。故事敘述俄羅斯黑手黨勒索了一群腐敗的警察去進行一場大劫案，他們為了能從這場行動中全身而退，暗中計劃謀殺一名菜鳥警察克里斯·艾倫來使任務一切完美無瑕，讓雙方即將展開一場血腥對決....。

## 演員
- 凱西·艾佛列克飾演克里斯·艾倫（Chris Allen）
- 奇維托·艾吉佛飾演麥可·貝爾蒙德（Michael Belmont）
- 安東尼·麥基飾演馬克斯·阿特伍德（Marcus Atwood）
- 亞倫·保羅飾演蓋布·韋爾奇（Gabe Welch）
- 諾曼·李杜斯飾演羅素·韋爾奇（Russel Welch）
- 伍迪·哈里遜飾演警探傑佛瑞·艾倫（Sergeant Detective Jeffrey Allen）
- 凱特·溫斯蕾飾演艾琳·芙拉斯洛夫（Irina Vlaslov）
- 小克李夫頓·柯林斯飾演佛朗哥·羅格里茲（Franco Rodriguez）
- 邁克·肯尼斯·威廉姆斯飾演史威特·皮（Sweet Pea）
- 泰瑞莎·帕瑪飾演蜜雪兒·艾倫（Michelle Allen）
- 蓋兒·加朵飾演愛琳娜·芙拉斯洛夫（Elena Vlaslov）
- 蜜雪兒·安格（英语：Michelle Ang）飾演崔娜·琳（Trina Ling）

## 市場營銷
首支電影預告於2015年10月5日在網上釋出。

## 發行
2014年8月27日，電影排在2015年9月11日上映。2015年6月10日，上映日改於2016年3月4日。2015年10月，日期最終定於2016年2月26日發行。

## 反響
爛番茄評級54%，Metacritic得分52，評價兩極。
美國首週票房為610萬美元，名列當週第六。

## 外部連結
- 互联网电影数据库（IMDb）上《非法999》的资料（英文）
- Box Office Mojo上《非法999》的資料（英文）
- 爛番茄上《非法999》的資料（英文）